# ABAP
ABAP (Advanced Business Application Programming) е програмен език от високо ниво създаден от германската компания SAP. Синтаксисът е сходен на COBOL.
Разработен е през 80-те години на 20 век като език за разработка на бизнес софтуера на компанията SAP. Платформено независим език, чийто изходен код се съхранява в базата на SAP системата под формата на изходен код и прекомпилиран изпълним код.
Първоначално ABAP е било съкращение от немски: Allgemeiner Berichts Aufbereitungs Prozessor, което означава „общ процесор за генериране на доклади“, но по-късно е преименуван на Advanced Business Application Programming.

## ABAP синтаксис
```
REPORT
 
TEST
.

WRITE
 
'Hello World'
.

```

Тази програма ще покаже на екрана текстът Hello World! Ключовите думи в нея са WRITE и REPORT.